# Юхан (имя)
Ю́хан (швед. Johan) — мужское имя древнееврейского происхождения, распространённое в Швеции, Дании, Финляндии и Норвегии. В Нидерландах и Бельгии произносится как Йо́хан.

## Этимология
Форма является сокращением от средневекового латинского имени Иоганнес (лат. Johannes), производного от латинского Иоаннес (лат. Ioannes, лат. Iohannes). Суффикс -ес является указанием на именительный падеж в латинском и греческом языках и был отброшен населением Европы, не владеющим латинским.
Латинское написание является производным от древнегреческого Иоаннес (др.-греч. Ἰωάννης), которое соотносится с двумя древнееврейскими именами: др.-евр. יוחנן‬ (Yohanan, Iōḥānān, Яхве пожалел) и его более полной формой др.-евр. יְהוֹחָנָן‬ (Yehohanan, Iěhōḥānān, Яхве милостивый).

## Популярность
Распространённость имени в Скандинавских странах приписывают поклонению двум святым — Иоанну Крестителю и Иоанну Богослову.
Первое упоминание в форме «Johan», написанное рунами, относится к XI веку, после Первого крестового похода.
В 2014 году в Швеции 173 745 мужчин носили Юхан как первое имя и 74 835 — как второе. В 1970-х и 1980-х годах это было самое популярное имя для новорождённых мужского пола, после этого популярность имени среди родителей стабильность снижается, пик спада пришёлся на смену тысячелетий.
С середины XIX века и до первой декаде XX века Юхан было одно из самых популярных мужских имён в Норвегии. Популярность сошла на нет во второй половине XX века. В 2011 году 9862 мужчины в стране звали Юхан.
В Дании 22 356 мужчин было названо Юхан в 1890—2005 годах.
В Исландии имя Jóhann популярно на протяжении столетий, но никогда не было самым распространённым.

## Женская форма
Имя «Юханна» не так распространено, как «Юхан».
В Швеции впервые зафиксировано в 1312 году.
В Финляндии это популярное среднее имя.